# Resolutie 1801 Veiligheidsraad Verenigde Naties
Resolutie 1801 van de Veiligheidsraad van de Verenigde Naties werd op 20 februari 2008 unaniem door de VN-Veiligheidsraad aangenomen en verlengde de autorisatie van de AU-vredesmacht in Somalië met een half jaar.

## Achtergrond
In 1960 werden de voormalige kolonies Brits Somaliland en Italiaans Somaliland onafhankelijk en samengevoegd tot Somalië. In 1969 greep het leger de macht en werd Somalië een socialistisch-islamitisch land. In de jaren 1980 leidde het verzet tegen het totalitair geworden regime tot een burgeroorlog en in 1991 viel het centrale regime. Vanaf dan beheersten verschillende groeperingen elk een deel van het land en enkele delen scheurden zich ook af van Somalië. In 2006 werd het grootste deel van Somalië veroverd door de Unie van Islamitische Rechtbanken. Op het einde van dat jaar werden zij echter door troepen uit buurland Ethiopië verjaagd. In 2008 werd piraterij voor de kust een groot probleem.

## Inhoud

### Waarnemingen
De president van Somalië had een nieuwe Eerste Minister aangesteld en vervolgens was ook een nieuw kabinet aangesteld. Verder was de tijdelijke federale regering verhuisd naar Mogadishu.
De Veiligheidsraad veroordeelde al het geweld en extremisme in Somalië en was ook bezorgd om de opkomende piraterij in het land.

### Handelingen
Het autorisatie van de lidstaten van de Afrikaanse Unie om een vredesmissie te stationeren in Somalië werd opnieuw met 6 maanden verlengd.
De Veiligheidsraad zelf was van plan maatregelen te nemen tegen eenieder die het vreedzame politieke proces probeerde te blokkeren of de overgangsinstellingen of de AU-AMISOM-missie met geweld bedreigde.
Voorts werden de lidstaten die marineschepen en militaire vliegtuigen in de buurt van Somalië hadden nog eens gevraagd waakzaam te zijn voor piraterij. Ook werd Frankrijk bedankt omdat het land konvooien van het Wereldvoedselprogramma beschermde.

## Verwante resoluties
- Resolutie 1766 Veiligheidsraad Verenigde Naties (2007)
- Resolutie 1772 Veiligheidsraad Verenigde Naties (2007)
- Resolutie 1811 Veiligheidsraad Verenigde Naties
- Resolutie 1814 Veiligheidsraad Verenigde Naties

Lijst ·  1795 ·  1796 ·  1797 ·  1798 ·  1799 ·  1800 ·  1801 ·  1802 ·  1803 ·  1804 ·  1805 ·  1806 ·  1807 ·  1808 ·  1809 ·  1810 ·  1811 ·  1812 ·  1813 ·  1814 ·  1815 ·  1816 ·  1817 ·  1818 ·  1819 ·  1820 ·  1821 ·  1822 ·  1823 ·  1824 ·  1825 ·  1826 ·  1827 ·  1828 ·  1829 ·  1830 ·  1831 ·  1832 ·  1833 ·  1834 ·  1835 ·  1836 ·  1837 ·  1838 ·  1839 ·  1840 ·  1841 ·  1842 ·  1843 ·  1844 ·  1845 ·  1846 ·  1847 ·  1848 ·  1849 ·  1850 ·  1851 ·  1852 ·  1853 ·  1854 ·  1855 ·  1856 ·  1857 ·  1858 ·  1859